# Болгарія на зимових Олімпійських іграх 1994
Болгарія брала участь у зимових Олімпійських іграх 1994 складом з 17 спортсменів у 7 видах спорту

## Склад збірної Болгарії

### Біатлон
Жінки
| Змагання                                                          | Спортсмени          | Стрільба | Результат | Місце |
| ----------------------------------------------------------------- | ------------------- | -------- | --------- | ----- |
| Іва Карагьозова                                                   | Спринт              | 0+0      | 27:00,6   | 11    |
| Катерина Дафовська                                                | Спринт              | 0+1      | 27:54,4   | 29    |
| Марія Манолова                                                    | Спринт              | 0+2      | 29:26,7   | 52    |
| Марія Манолова                                                    | Індивідуальна гонка | 1+1+0+0  | 55:58,7   | 22    |
| Іва Карагьозова                                                   | Індивідуальна гонка | 2+0+2+0  | 58:48,2   | 41    |
| Надія Алексієва                                                   | Індивідуальна гонка | 0+1+1+1  | 59:15,0   | 47    |
| Марія Манолова Надія Алексієва Катерина Дафовська Іва Карагьозова | Естафета            | 0+2+1+0  | 2:00:16,2 | 13    |

Чоловіки
| Змагання         | Спортсмени          | Стрільба | Результат | Місце |
| ---------------- | ------------------- | -------- | --------- | ----- |
| Красимір Віденов | Спринт              | 0+1      | 30:59,3   | 31    |
| Красимір Віденов | Індивідуальна гонка | 2+1+2+1  | 1:05:21,4 | 60    |

### Бобслей
| Спортсмени                          | Змагання | 1 заїзд   | 1 заїзд | 2 заїзд   | 2 заїзд | 3 заїзд   | 3 заїзд | 4 заїзд   | 4 заїзд | Підсумковий результат | Підсумкове місце |
| Спортсмени                          | Змагання | Результат | Місце   | Результат | Місце   | Результат | Місце   | Результат | Місце   | Підсумковий результат | Підсумкове місце |
| ----------------------------------- | -------- | --------- | ------- | --------- | ------- | --------- | ------- | --------- | ------- | --------------------- | ---------------- |
| Валентин Атанасов Цветозар Вікторов | Двійки   | 53,79     | 26      | 53,85     | 25      | 54,20     | 28      | 53,97     | 24      | 3:35,81               | 25               |

### Гірськолижний спорт
Чоловіки
| Спортсмени    | Змагання           | 1 спуск | 2 спуск    | Разом   | Запізнення | Місце |
| ------------- | ------------------ | ------- | ---------- | ------- | ---------- | ----- |
| Любомир Попов | Супергігант        |         |            | 1:37,01 | +4,48      | 35    |
| Петр Дічев    | Швидкісний спуск   |         |            | 1:51,07 | +5,32      | 44    |
| Петр Дічев    | Слалом             | DNF     | Не пройшов | DNF     | DNF        | —     |
| Любомир Попов | Слалом             | DNF     | Не пройшов | DNF     | DNF        | —     |
| Любомир Попов | Гігантський слалом | DNF     | Не пройшов | DNF     | DNF        | —     |
| Любомир Попов | Комбінация         | 1:42,41 | 1:42,63    | 3:25,04 | +7,11      | 19    |
| Петр Дічев    | Комбінация         | 1:42,41 | 1:46,20    | 3:28,61 | +11,08     | 26    |

### Лижні гонки
Жінки
| Змагання         | Спортсмени           | Результат | Місце |
| ---------------- | -------------------- | --------- | ----- |
| Ірина Нікульчина | 5 км                 | 16:41,6   | 57    |
| Ірина Нікульчина | 15 км                | 47:03,5   | 44    |
| Ірина Нікульчина | Гонка переслідування | 31:05,6   | 43    |
| Ірина Нікульчина | 30 км                | 1:36:06,3 | 38    |

Чоловіки
| Змагання        | Спортсмени           | Результат | Місце |
| --------------- | -------------------- | --------- | ----- |
| Славчо Батінков | 10 км                | 28:02,2   | 69    |
| Іскрен Планков  | 10 км                | 28:39,0   | 74    |
| Петар Зогфаров  | 10 км                | 29:49,4   | 81    |
| Славчо Батінков | Гонка переслідування | 1:08:47,5 | 60    |
| Іскрен Планков  | Гонка переслідування | 1:10:52,5 | 67    |
| Петар Зогфаров  | Гонка переслідування | 1:11:42,2 | 70    |
| Славчо Батінков | 30 км                | 1:24:19,4 | 58    |
| Петар Зогфаров  | 30 км                | 1:27:18,6 | 64    |

### Санний спорт
Чоловіки
| Спортсмени                    | Змагання | 1 заїзд   | 1 заїзд | 2 заїзд   | 2 заїзд | Підсумковий результат | Підсумкове місце |
| Спортсмени                    | Змагання | Результат | Місце   | Результат | Місце   | Підсумковий результат | Підсумкове місце |
| ----------------------------- | -------- | --------- | ------- | --------- | ------- | --------------------- | ---------------- |
| Іван Карачолов Ілко Карачолов | Двійки   | 50,936    | 19      | 50,827    | 19      | 1:41,763              | 19               |

### Фігурне катання
| Спортсмен          | Змагання       | Обов'язковий танець | Обов'язковий танець | Коротка програма/ оригінальний танець | Коротка програма/ оригінальний танець | Довільна програма/ Довільний танець | Довільна програма/ Довільний танець | Разом     | Разом |
| Спортсмен          | Змагання       | Результат           | Місце               | Результат                             | Місце                                 | Результат                           | Місце                               | Результат | Місце |
| ------------------ | -------------- | ------------------- | ------------------- | ------------------------------------- | ------------------------------------- | ----------------------------------- | ----------------------------------- | --------- | ----- |
| Цветеліна Абрашева | Жіноче катання |                     |                     | 81,0                                  | 22                                    | 76,4                                | 24                                  | 35,0      | 24    |

### Шорт-трек
Жінки
| Змагання         | Спортсмени  | Відбір    | Відбір | Чвертьфінал | Чвертьфінал | Півфінал   | Півфінал   | Фінал      | Фінал      | Фінал      | Підсумкове місце |
| Змагання         | Спортсмени  | Результат | Місце  | Результат   | Місце       | Результат  | Місце      | Назва      | Результат  | Місце      | Підсумкове місце |
| ---------------- | ----------- | --------- | ------ | ----------- | ----------- | ---------- | ---------- | ---------- | ---------- | ---------- | ---------------- |
| Євгенія Раданова | 500 метрів  | 50,67     | 3      | не пройшла  | не пройшла  | не пройшла | не пройшла | не пройшла | не пройшла | не пройшла | 23               |
| Євгенія Раданова | 1000 метрів | 1:45,67   | 3      | не пройшла  | не пройшла  | не пройшла | не пройшла | не пройшла | не пройшла | не пройшла | 21               |